# Cartoceto
Cartoceto település Olaszországban, Marche régióban, Pesaro és Urbino megyében. Lakosainak száma 8010 fő (2023. január 1.). Cartoceto Fano, Mombaroccio, Colli al Metauro és Terre Roveresche községekkel határos.

## Népesség
A település népessége az elmúlt években az alábbi módon változott:
| Lakosok száma | 7895 | 7936 | 8010 |
|               | 2017 | 2018 | 2023 |